# لورانس كلارك
لورانس كلارك هو قاضي وسياسي كندي، ولد في 26 يونيو 1832، وتوفي في 5 أكتوبر 1890.